# Tour du Finistère 2016
Il Tour du Finistère 2016, trentunesima edizione della corsa e valida come evento dell'UCI Europe Tour 2016 categoria 1.1, valido anche come settimo evento della Coppa di Francia, si svolse il 16 aprile 2016 su un percorso totale di 192,2 km. Fu vinto dal belga Baptiste Planckaert che terminò la gara in 4h34'55", alla media di 42,100 km/h.

## Squadre e corridori partecipanti
Partirono da Saint-Évarzec 127 corridori mentre al traguardo portarono a termine la gara 87 ciclisti.
| N.      | Cod. | Squadra                          |
| ------- | ---- | -------------------------------- |
| 1-8     | WGG  | Wanty-Groupe Gobert              |
| 11-18   | ALM  | AG2R La Mondiale                 |
| 21-28   | FDJ  | FDJ                              |
| 31-38   | DEN  | Direct Énergie                   |
| 41-48   | FVC  | Fortuneo-Vital Concept           |
| 51-58   | COF  | Cofidis                          |
| 61-68   | AUB  | HP BTP-Auber 93                  |
| 71-78   | RLM  | Roubaix Lille Métropole          |
| 81-88   | DMP  | Delko-Marseille Provence-KTM     |
| 91-97   | ROT  | Team Roth                        |
| 101-108 | ADT  | Armée de Terre                   |
| 111-118 | EUS  | Euskadi Basque Country-Murias    |
| 121-128 | WBG  | Wallonie Bruxelles-Group Protect |
| 131-138 | CAT  | Cycling Academy                  |
| 141-147 | TKG  | Kuota-Lotto                      |
| 151-157 | BGT  | Bridgestone Anchor               |
| 161-167 | MMM  | Team 3M                          |

## Classifiche finali

### Ordine d'arrivo (Top 10)
| Pos. | Corridore           | Squadra    | Tempo    |
| ---- | ------------------- | ---------- | -------- |
| 1    | Baptiste Planckaert | Wallonie   | 4h34'55" |
| 2    | Samuel Dumoulin     | AG2R       | s.t.     |
| 3    | Alexandre Geniez    | FDJ        | s.t.     |
| 4    | Julien Simon        | Cofidis    | s.t.     |
| 5    | Romain Feillu       | HP BTP     | s.t.     |
| 6    | Olivier Pardini     | Wallonie   | s.t.     |
| 7    | Maxime Vantomme     | Roubaix    | s.t.     |
| 8    | Lilian Calmejane    | Direct Én. | s.t.     |
| 9    | Maxime Renault      | HP BTP     | s.t.     |
| 10   | Armindo Fonseca     | Fortuneo   | s.t.     |

### Classifica Sprint
| Pos. | Corridore        | Squadra    | Punti |
| ---- | ---------------- | ---------- | ----- |
| 1    | Anthony Perez    | Cofidis    | 13    |
| 2    | Perrig Quéméneur | Direct Én. | 12    |
| 3    | Brice Feillu     | Fortuneo   | 6     |

### Classifica giovani
| Pos. | Corridore        | Squadra     | Tempo    |
| ---- | ---------------- | ----------- | -------- |
| 1    | Mihkel Räim      | C. Academy  | 4h34'55" |
| 2    | Guillaume Martin | Wanty       | a 17"    |
| 3    | Kévin Lebreton   | Armée de T. | s.t.     |